# Un matin dans une forêt de pins
Un matin dans une forêt de pins (en russe : Утро в сосновом лесу) est un tableau peint par les peintres russes Ivan Chichkine et Konstantine Savitski. C'est ce dernier qui a peint les ours, mais le collectionneur Pavel Tretiakov a effacé sa signature. Le tableau est donc attribué uniquement à Chichkine.
Un matin dans une forêt de pins est très populaire et a été reproduit sur de nombreux objets, dont les chocolats « l'Ours qui marche les pattes en dedans » de la Krasny Oktyabr Open Joint-Stock Company (en). Selon un sondage, ce tableau serait le deuxième plus populaire en Russie, derrière Les Bogatyrs de Viktor Vasnetsov.
On pense que Chichkine a peint cette image sous l'impression de la nature de l'île de Gorodomlia (ru), située sur le lac Seliger.